# Nueva Villa
Nueva Villa är en ort i Mexiko.   Den ligger i kommunen Ixhuacán de los Reyes och delstaten Veracruz, i den sydöstra delen av landet, 220 km öster om huvudstaden Mexico City. Nueva Villa ligger 1 327 meter över havet och antalet invånare är 165.
Terrängen runt Nueva Villa är kuperad åt nordost, men åt sydväst är den bergig. Terrängen runt Nueva Villa sluttar österut. Runt Nueva Villa är det ganska glesbefolkat, med 38 invånare per kvadratkilometer. Närmaste större samhälle är Coatepec, 14,7 km nordost om Nueva Villa. I omgivningarna runt Nueva Villa växer i huvudsak städsegrön lövskog.